# Rhyacophila belona
Rhyacophila belona är en nattsländeart som beskrevs av Ross 1948. Rhyacophila belona ingår i släktet Rhyacophila och familjen rovnattsländor. Inga underarter finns listade i Catalogue of Life.